# Asa Morena (álbum)
Asa Morena é o quinto álbum de estúdio da cantora Zizi Possi, lançado em maio de 1982, pela gravadora Philips Records. Os arranjos foram elaborados por Lincoln Olivetti, Eduardo Souto Neto e Sérgio Sá, com a participação de renomados músicos.
Para promover o álbum, Zizi iniciou uma turnê pelo Brasil como parte do Projeto Pixinguinha. "Asa Morena" e "É A Vida Que Diz" foram lançadas como singles. O single "Asa Morena" obteve grande sucesso nas rádios brasileiras, tornando-se uma marca importante em sua carreira. 
A recepção crítica foi majoritariamente positiva, com elogios às músicas agradáveis e ótimas para ouvir entre amigos. Comercialmente, o álbum alcançou sucesso comercial, e recebeu um disco de ouro por mais de cem mil cópias vendidas. 

## Produção e gravação
Os arranjos são de Lincoln Olivetti, Eduardo Souto Neto e Sérgio Sá, que também participam como músicos ao lado de profissionais renomados como Jamil Joanes, Paulinho Braga, Piska, Léo Gandelmann, Oberdã, Bidinho, Robson Jorge, Márcio Montarroyos, Sérgio Della Mônica, entre outros.
A canção "Viver-Amar-Valeu", de Gonzaguinha, marca a primeira vez em que grava um samba.
Diferente dos álbuns anteriores, os quais ela tinha certeza do que queria como produto final, as ideias para Asa Morena tomaram formas ao poucos. Em entrevistas revelou que não queria fazer um disco por obrigação, ou para tornar-se mais popular.
A fim de formar o repertório, ouviu várias fitas demo com músicas que foram enviadas desde o primeiro LP, Flor do Mal, de 1978, mas demorou para encontrar alguma capaz de emocioná-la ou ter um subtexto com o qual se identificasse. Deparou-se com duas faixas da época de Um Minuto Além, de 1981: "Asa Morena" e "Eu Nem Quero Saber" e a partir delas esperava desenvolver uma espécie de quadro no qual as músicas dialogavam entre si.

## Lançamento e divulgação
Para divulgação, iniciou uma turnê pelo país, intitulada Projeto Pixinguinha, iniciada em outubro de 1982, no Cine Show Madureira, do Rio de Janeiro.
Um compacto simples com a música-título foi lançado previamente, e obteve sucesso nas rádios brasileiras. A respeito do sucesso da canção, Possi disse: "Todo mundo me conhece através de "Asa Morena". Ela foi muito importante na minha carreira e não só mudou a minha vida como a do Zé Caradípia. Pela primeira vez ganhei dinheiro, trabalhei às pampas, vendi disco, sou reconhecida, respeitada, enfim, me tornei uma pessoa pública por causa dessa música". "Realmente foi "Asa Morena" que me fez voar".
O álbum foi relançado no formato Compact disc (CD) em 2002, na série Tudo, da Universal Music, junto com outros treze álbuns de Possi, incluindo as capas e encartes originais.

## Recepção crítica
| Críticas profissionais          | Críticas profissionais |
| Avaliações da crítica           | Avaliações da crítica  |
| Fonte                           | Avaliação              |
| ------------------------------- | ---------------------- |
| Folha Regional de Caxias do Sul | Favorável              |

A recepção dos críticos de música foi, em maioria, favorável. 
Marcos Meresalli, do jornal Folha Regional de Caxias do Sul, escreveu que as canções eram agradáveis e ótimas para se ouvir em uma roda de amigos, de forma descompromissada.

## Desempenho comercial
De acordo com o jornal Ultima Hora, em março de 1983, as vendas superaram as 65 mil cópias no Brasil. Até outubro do mesmo ano, 80 mil cópias haviam sido vendidas. Tornou-se o seu primeiro a receber um disco de ouro, na época, por mais de cem mil cópias comercializadas.

## Lista de faixas
- Créditos adaptados do LP Asa Morena, de 1982.[14]

| Lado A |                    |                                              |         |  |
| N.º    | Título             | Compositor(es)                               | Duração |  |
| 1.     | "Asa Morena"       | Zé Caradípia                                 | 4:05    |  |
| 2.     | "É a Vida Que Diz" | Marina, Pisca, Antônio Cícero                | 4:20    |  |
| 3.     | "Nem Quero Saber"  | Vitor Ramil                                  | 2:46    |  |
| 4.     | "Renascer"         | Altay Velloso                                | 2:52    |  |
| 5.     | "Louvar" (Oração)  | Guilherme Maya, Zeca Barreto, Moraes Moreira | 4:18    |  |

| Lado B |                                 |                                         |         |  |
| N.º    | Título                          | Compositor(es)                          | Duração |  |
| 1.     | "Viver, Amar, Valeu"            | Gonzaguinha                             | 4:42    |  |
| 2.     | "Deus Tá Vendo"                 | Tony Costa, Moraes Moreira              | 3:34    |  |
| 3.     | "Sopro de Amor"                 | Lula Queiroga                           | 4:14    |  |
| 4.     | "Canção de Amor" (Cançó D'amor) | V.Stalimir Vieira, Luiz Llach           | 3:42    |  |
| 5.     | "Pedaço de Emoção"              | Beto Fae, Stéllio Valle, Sergio Sampaio | 2:44    |  |

## Certificações e vendas
| Região | Certificação | Vendas  |
| ------ | ------------ | ------- |
| Brasil | Ouro         | 100,000 |